# Koaxial motrotation

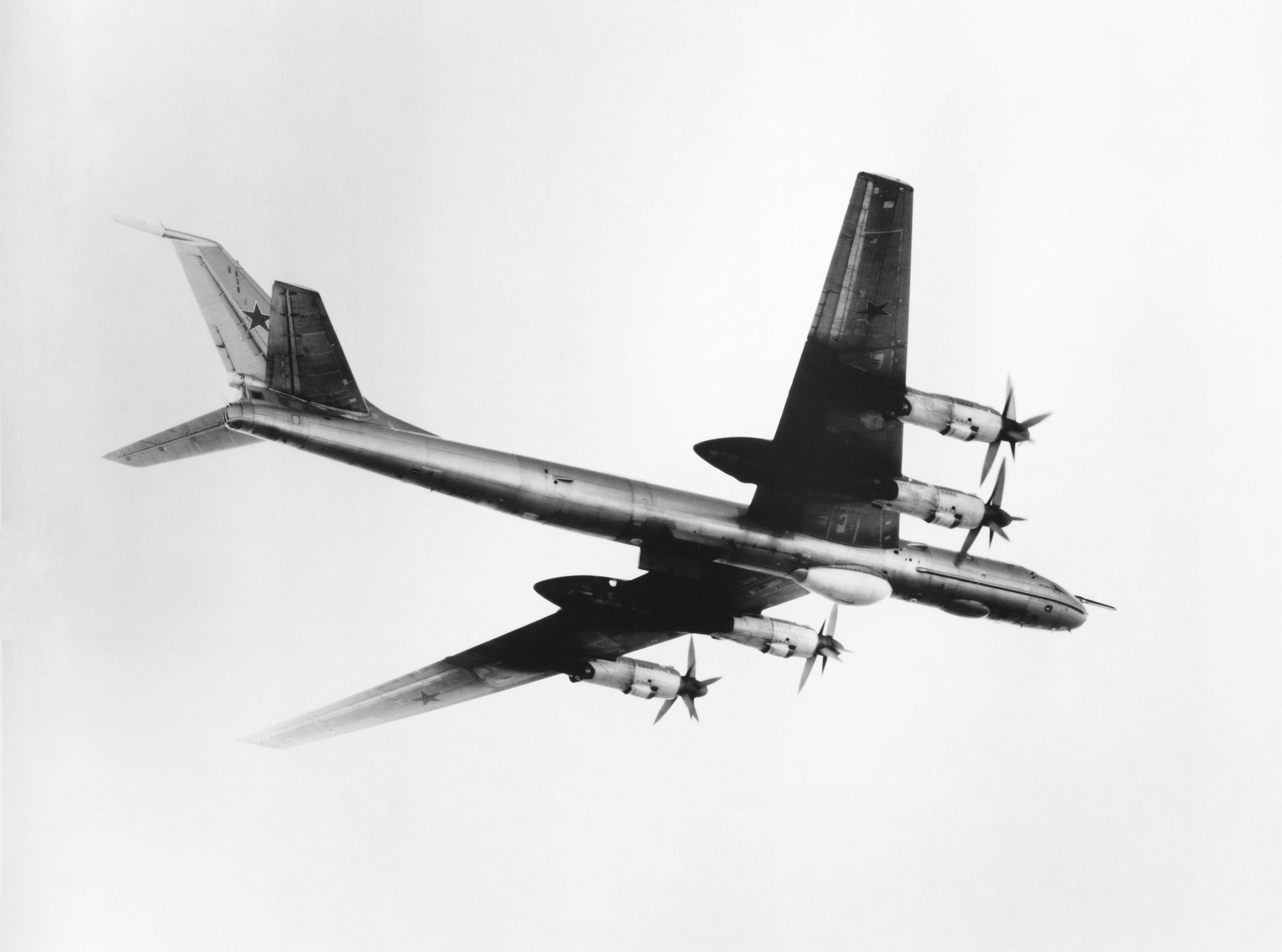
Tupolev Tu-95 med motroterande propellrar.

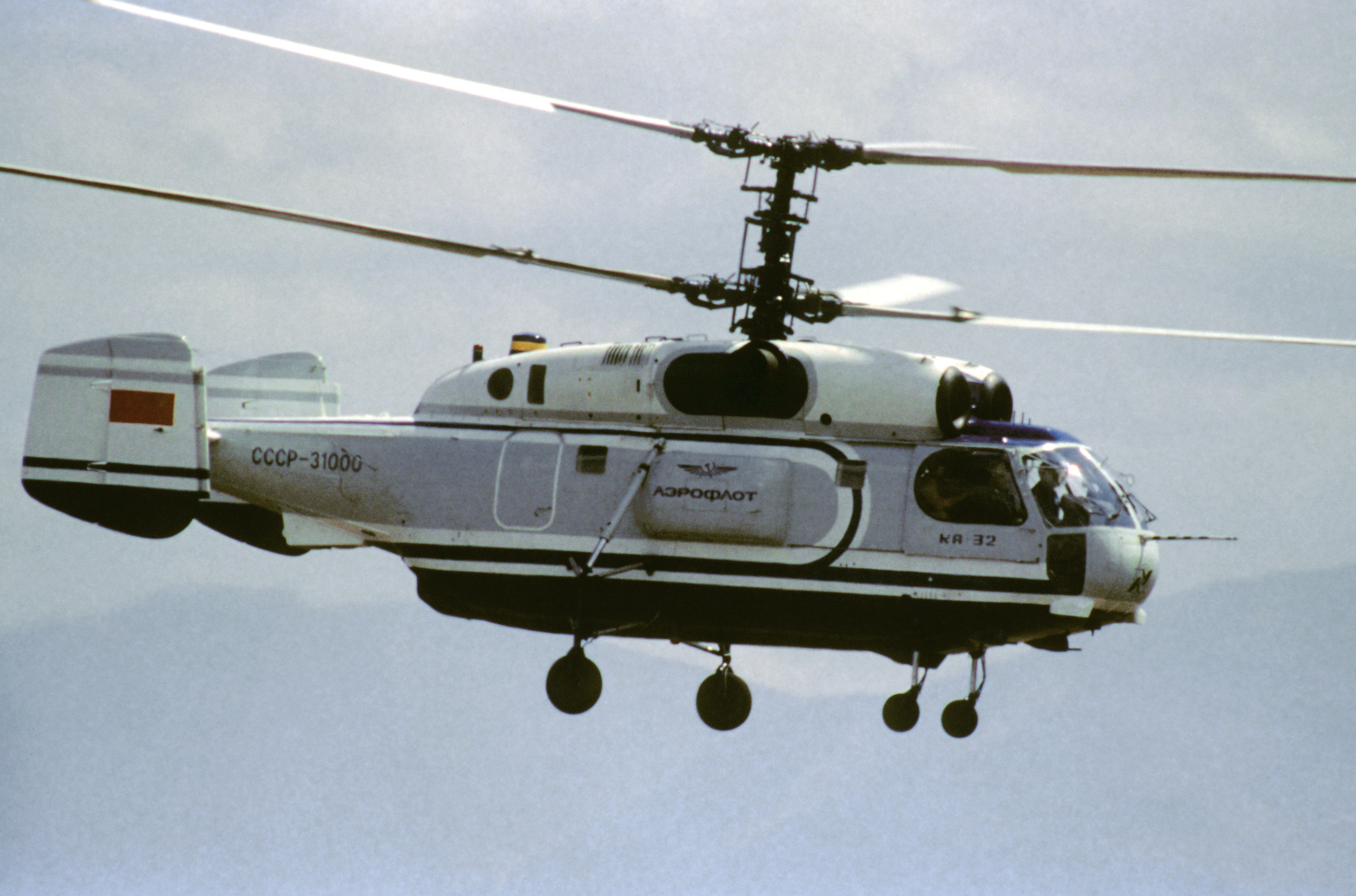
En sovjetisk Ka-32 helikopter med motroterande rotorer, 1989.

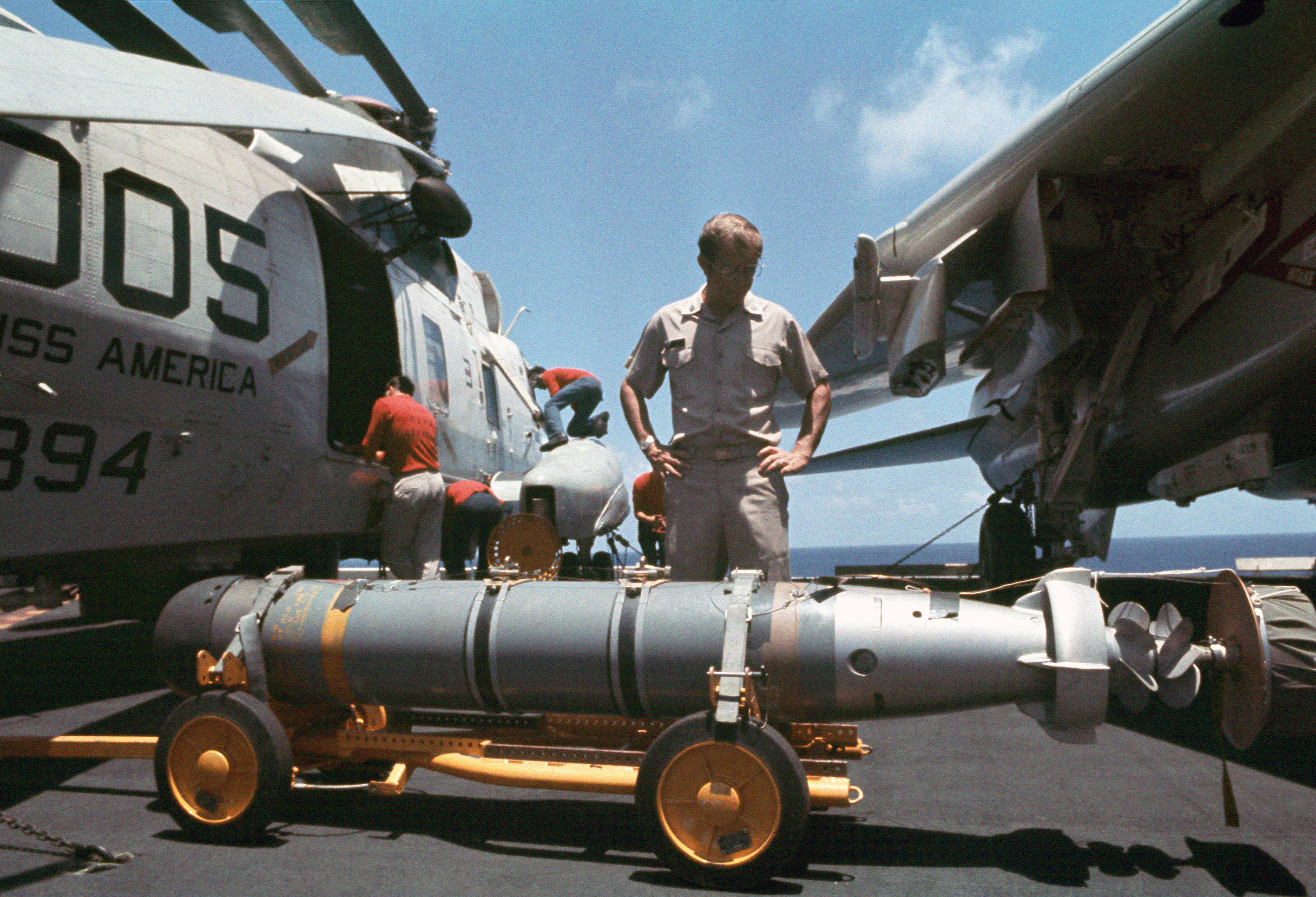
En Mark 46-torped med dubbla motroterande propellrar, från 1977.

Koaxial motrotation eller koaxial kontrarotation innebär att två objekt roterar i motsatt riktning kring samma axel (koaxialt). Principen används bland annat för propellrar på vissa flygplan, båtar och torpeder.

## Fördelar
Principen har följande fördelar:
- Det vridmoment som behöver tas upp av propellerns infästning blir mycket litet
- Verkningsgraden blir bättre då rörelseenergin i massflödet som "följer med" den första propellern länkas om och omvandlas till "nyttig" propulsion i den andra propellern
- Den överförbara effekten för en given propellerdiameter ökar

Till nackdelarna hör en mer komplicerad konstruktion med en växellåda som förmedlar vridmomentet för två olika rotationsriktningar, samt att vinster i hydrodynamisk verkningsgrad kan förloras i mekaniska förluster i transmissionen.
Principen är vanlig i torpeder, där motroterande propellrar ger största möjliga hastighet med en begränsad propellerdiameter, och minskar behovet av att stabilisera torpeden mot rotation kring sin egen axel. Samma fördel kan uppnås för helikoptrar, där behovet av horisontell stabilisering minskar.